# Literatura mordoviana
La literatura mordoviana és la literatura feta en llengües mordovianes (moksha i erzya) a Mordòvia i territoris adjacents (Rússia).
Els primers escrits en llengües mordovianes daten del segle xviii, en alfabet llatí. El 1446 foren descrits per G. Barbasso, i durant el segle xix despertaren l'interès dels filòlegs alemanys i finesos que estudiaren llur llengua. Així August Ahlquist compongué Versuch einer moscha-morwinischer grammatik (1861), Ferdinand Johann Wiedemann Grammatik der ersa-morwinischer sprache (1865) i Budenz Morwinische grammatik (1876). Durant el període del 1903 al 1915 foren investigats per H. Paasonen, resultat del qual fou el recull de llegendes costums i tradicions Morwinischen lautlehre (1903).
Durant la revolució els poetes moksha Z. F. Dorofejev (1890-1952), amb Pizhe Paksia (El camp terrestre, 1925) i Vapda yen (Camí luminós, 1925), i Ia. P. Grigoshin (1888-1938) fundaren la literatura mordoviana moderna, ja que en el segle xviii crearen un sistema d'escriptura semblant al rus. A Saratov es fundà un Centre d'Estudis Mordovians, i durant els anys 30 augmentà la producció literària. A. M. Lukianov (1910) compongué la primera novel·la Kinel (1933); T.A. Raptanov (1906-1936) amb Al peu de la muntanya Chikhan (1934); A. D. Kutorkin (1906) amb El forat negre (1934) i la novel·la en vers Lamzur (1941); P. S. Kirillov Petr Er'ke (1910-1955) amb el drama Lituània (1940) i La primera lliçó (1940); Mikhail Bezborodov (1907-1935) amb Un conte llegendari (1930) i Per la llibertat (1935), i els poemes Sochinenijat (1939-1941) i Prokopych (1940). Per altra banda, L. P. Kiriulov compongué les òperes Litova (1943), Nesmeijan i Kamzur (1944) i Normalnaija (1962). El 1937 es creà el Teatre de l'Òpera i Ballet a Saransk.
El 1929 es va publicar la primera antologia de poesies mordovianes, Vasen syatkt (Les primeres descàrregues). Després de la guerra, destacarien en literatura Kuzmà Abràmov (1914) amb la trilogia Naiman (1961-1966) i Fum sobre la terra (1962); Ivan Antónov (1919-1960) amb En una família unida (1954); I. M. Devin (1922) amb En una família solitària (1954); T. A. Kidriashin (1888-1972) amb la novel·la El pa Moksha (1953); Ia. M. Piniasov (1914) amb Miracle sobre el Moksha (1960); N. L. Erkai (1906) amb Aleksha (1959); S. S. Larionov (1908) amb Tres vents (1971); A. K. Martynov (1913) amb Pel camí dels nostres pares (1967); T. F. Iakushin (1916) amb La vall verda (1967) i La branca del pomer (1968).